# Дендрарій Ататюрка
Дендрарій Ататюрка (тур. Atatürk Arboretum) — дендрарій, заснований 1992 року і розташований в приміській зоні Стамбула (Бахчекьойє, район Сариер, провінція Стамбул, Туреччина).
Загальна площа дендрарію становить 296 га (730 акрів). Дендрарій є членом Міжнародної ради ботанічних садів з охорони рослин (BGCI) і має міжнародний ідентифікаційний код ATATA.

## Історія
У 1949 році Хайреттін Каяджік, професор факультету лісового господарства Стамбульського університету, запропонував створити дендрарій. Спочатку для дендрарію була виділена ділянка площею 38 га.
Між 1959 і 1961 роками Каміль Гине, інспектор ботанічного саду Сорбонни, займалася планування мережі доріг всередині дендрарію. Через брак коштів виконання проекту зайняло багато часу.
Відкритий 12 липня 1982 року і названий на честь Мустафи Кемаля Ататюрка (1881—1938), засновника Турецької Республіки, на честь його 100-річного ювілею. Дендрарій належить і фінансується Головним управлінням лісового господарства, яке також виконує адміністративні функції. Факультет лісового господарства Стамбульського університету є науковим партнером ботанічного саду.

## Галерея

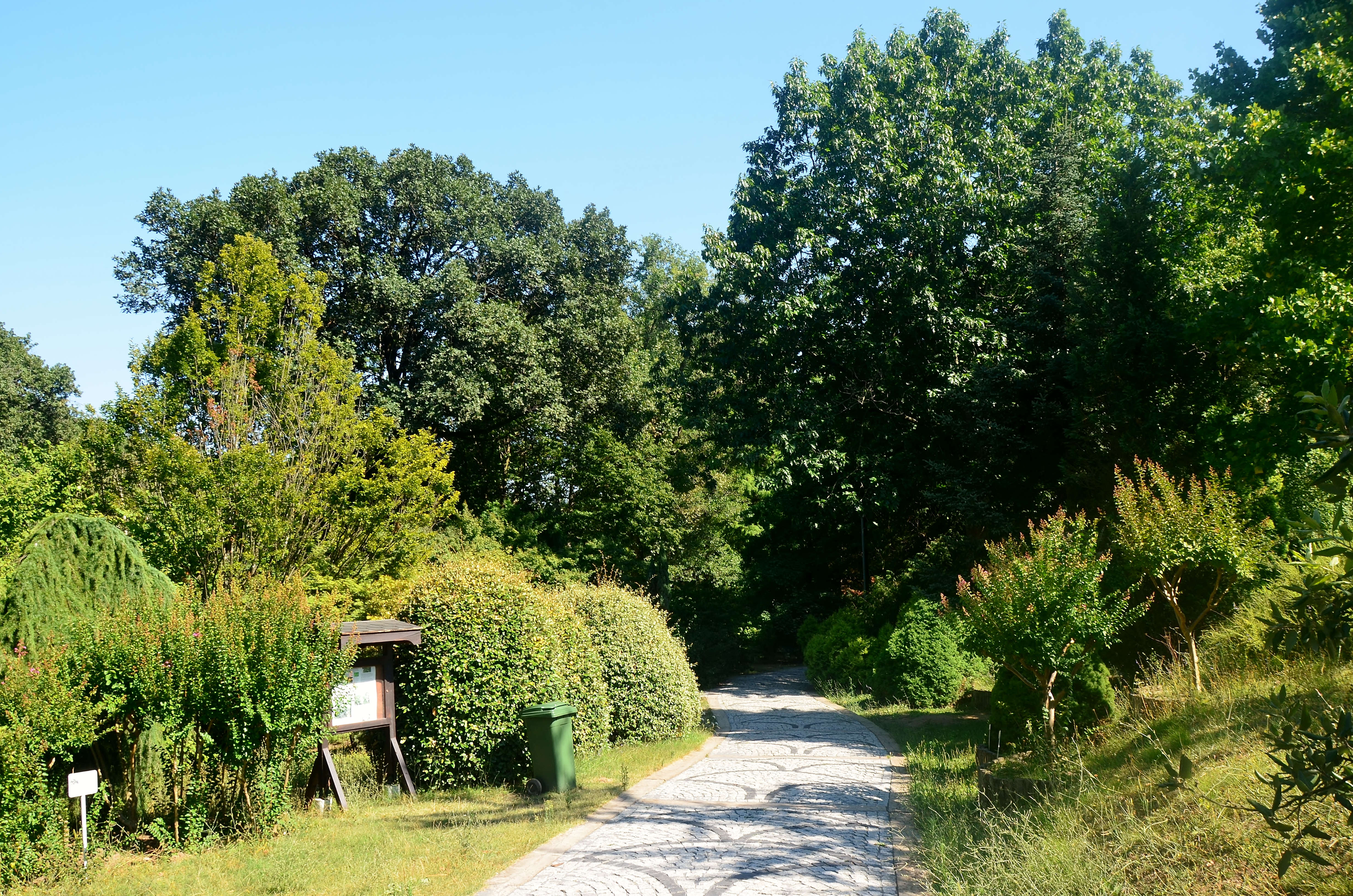
Вид на дендрарій.
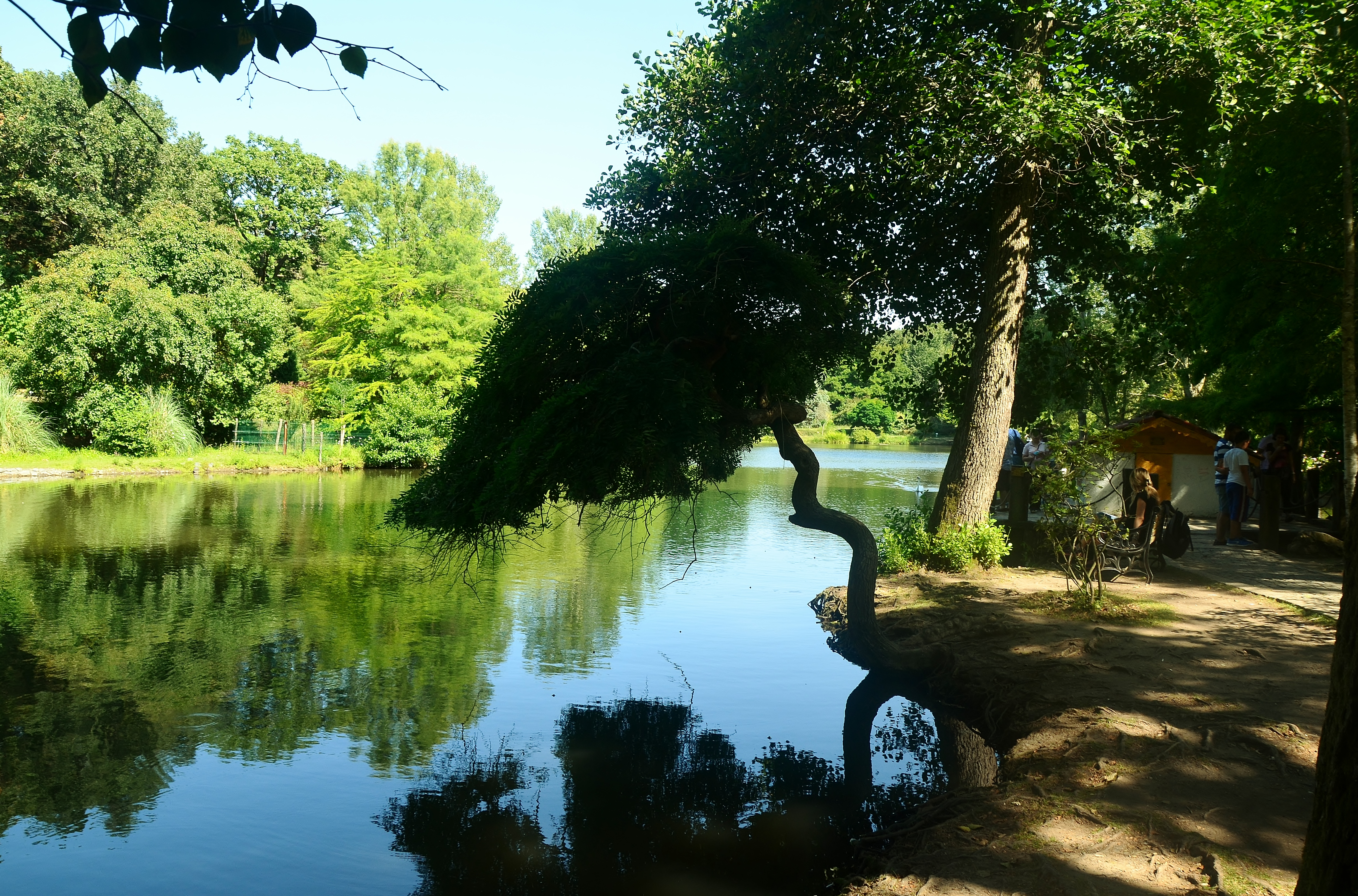
Великий ставок.
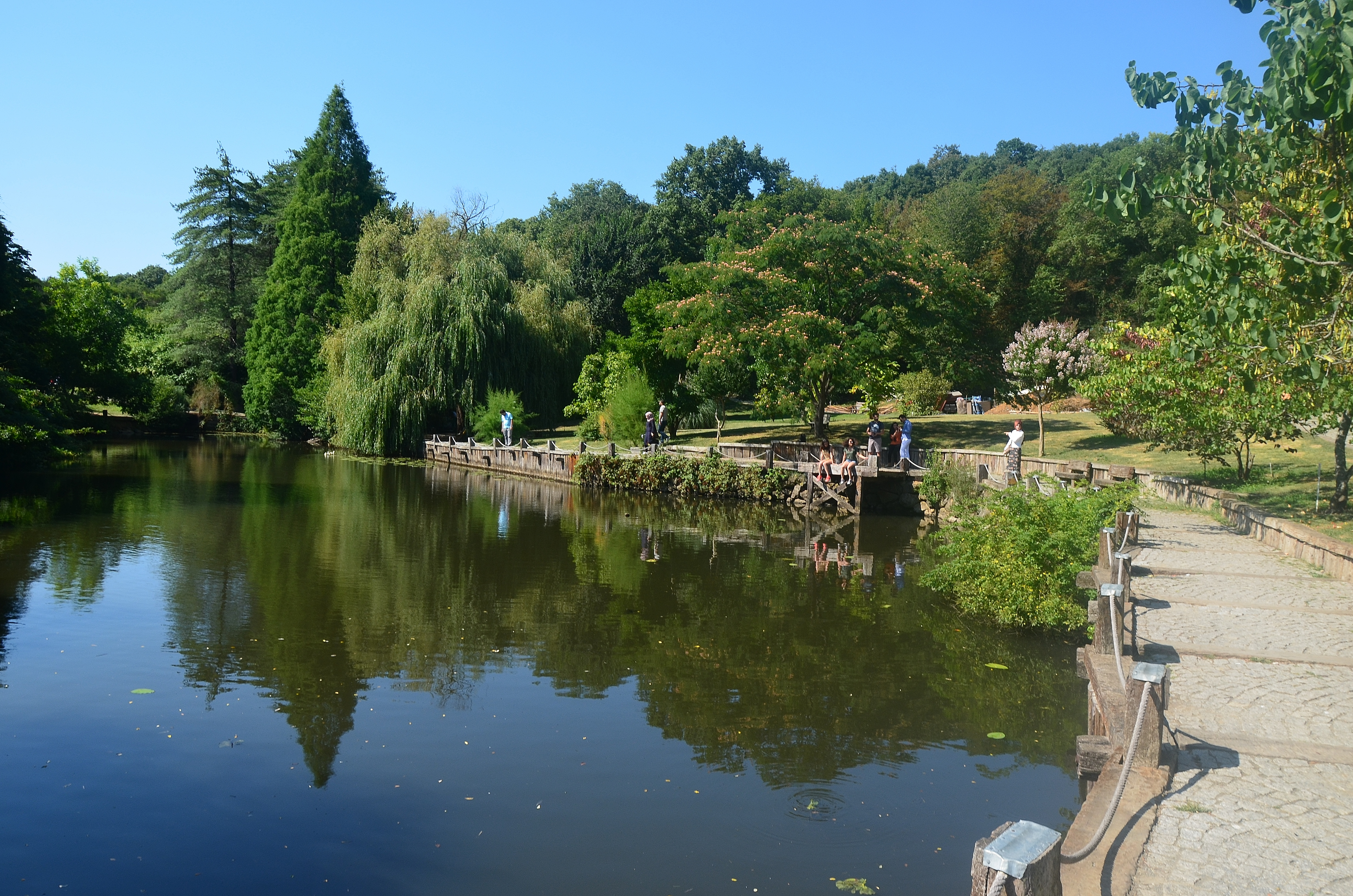
Маленький ставок.
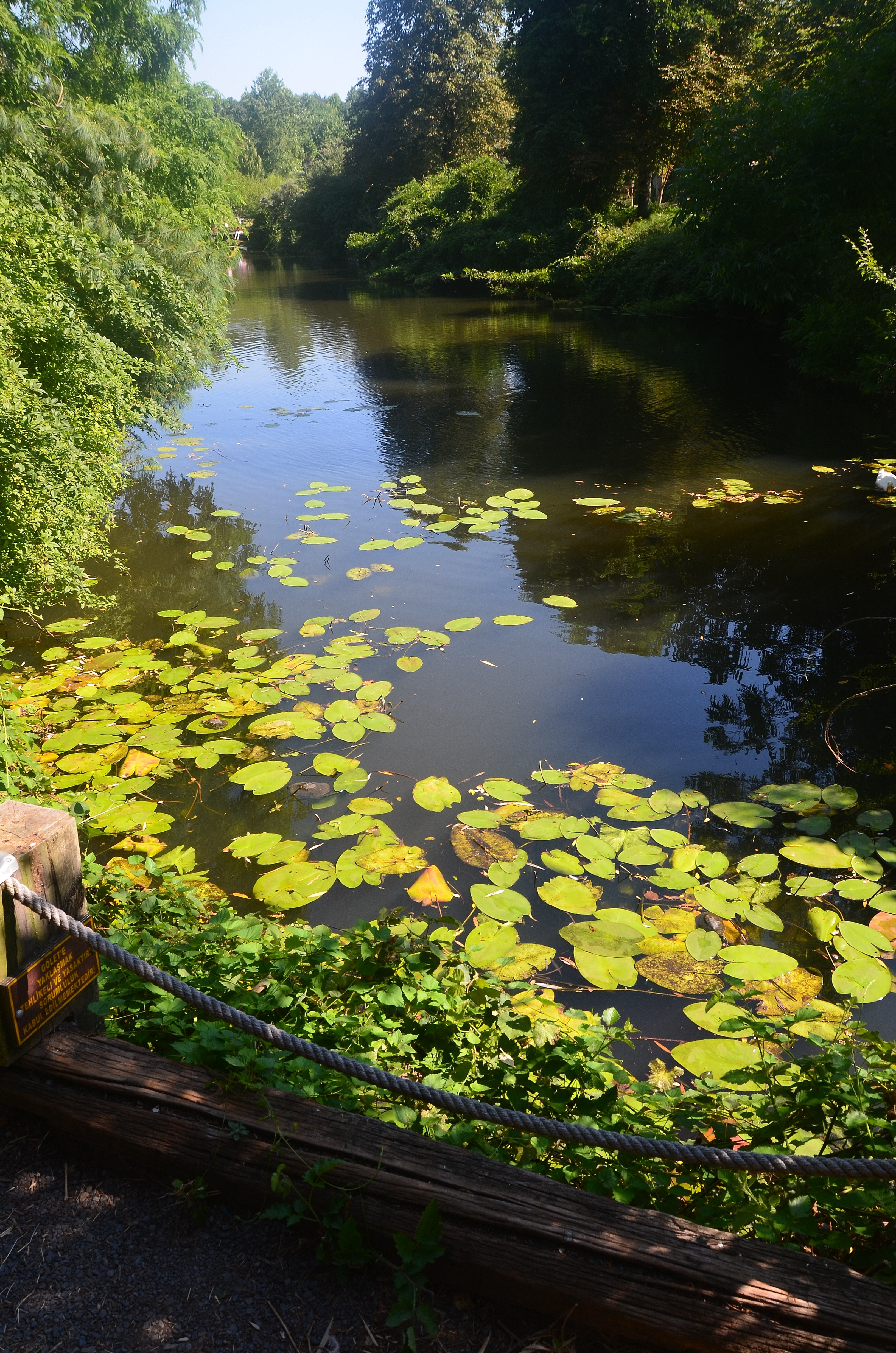
Лілії у ставку.
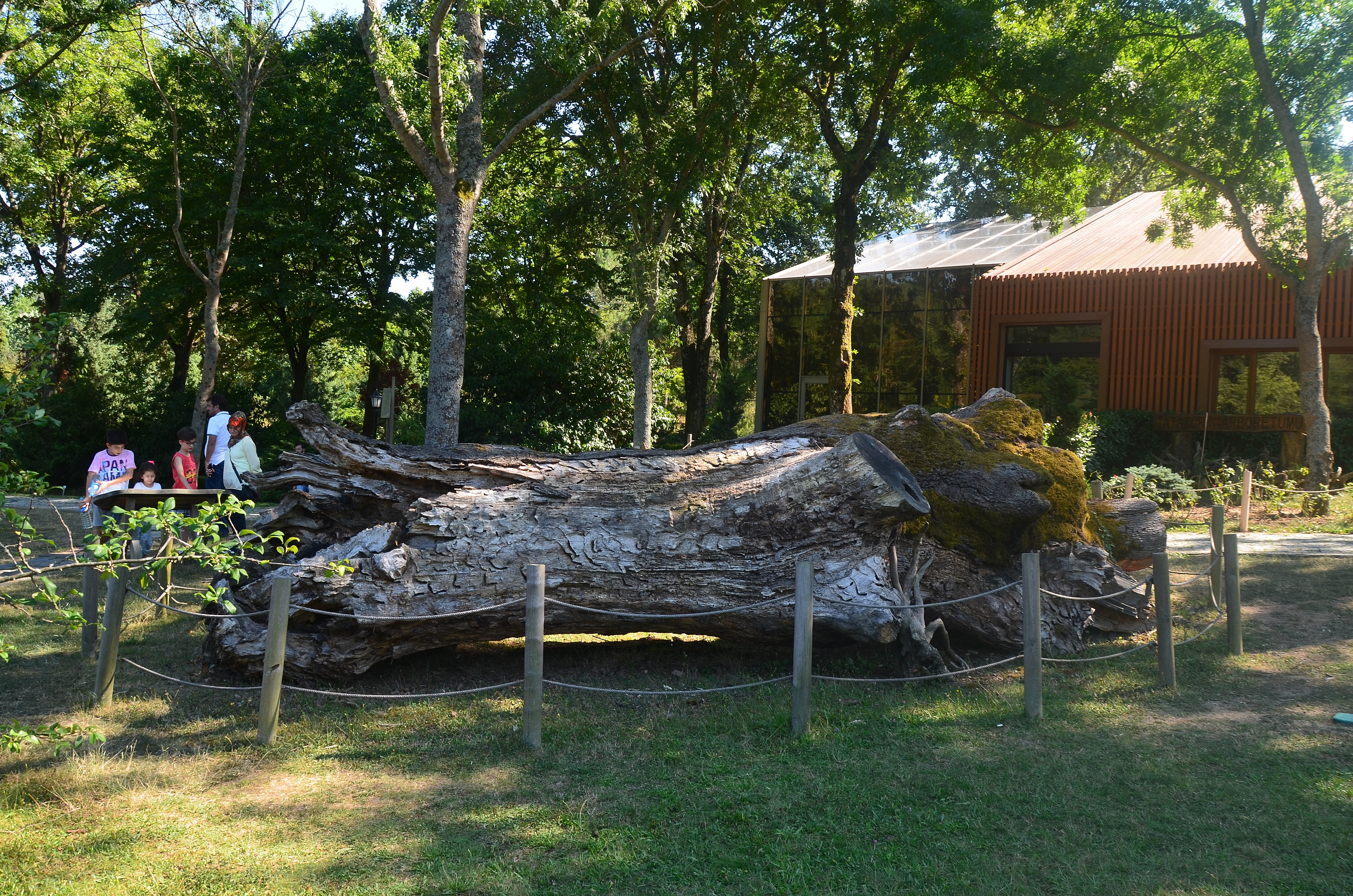
Стовбур старого дуба.
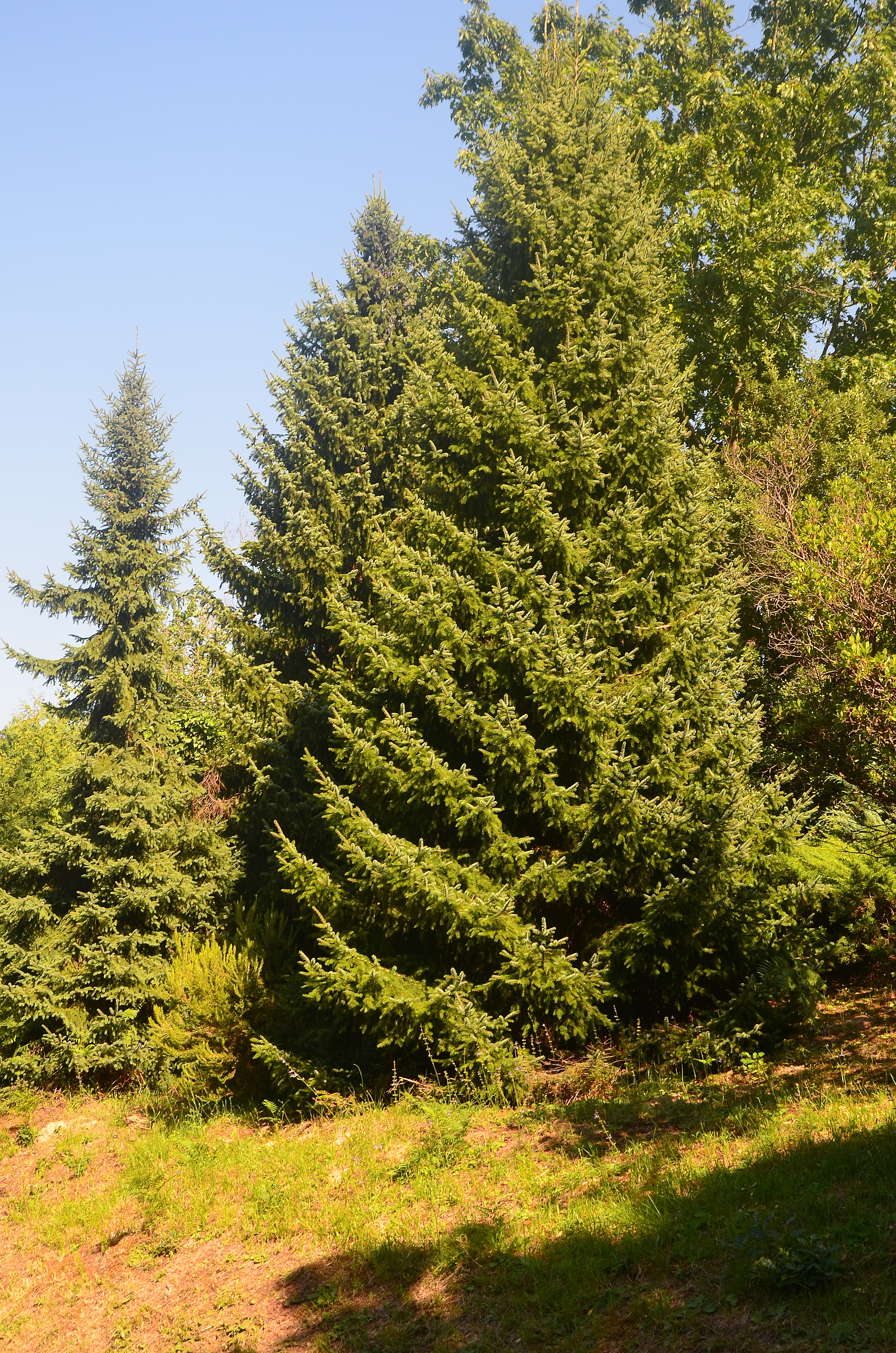
Хвойні дерева.
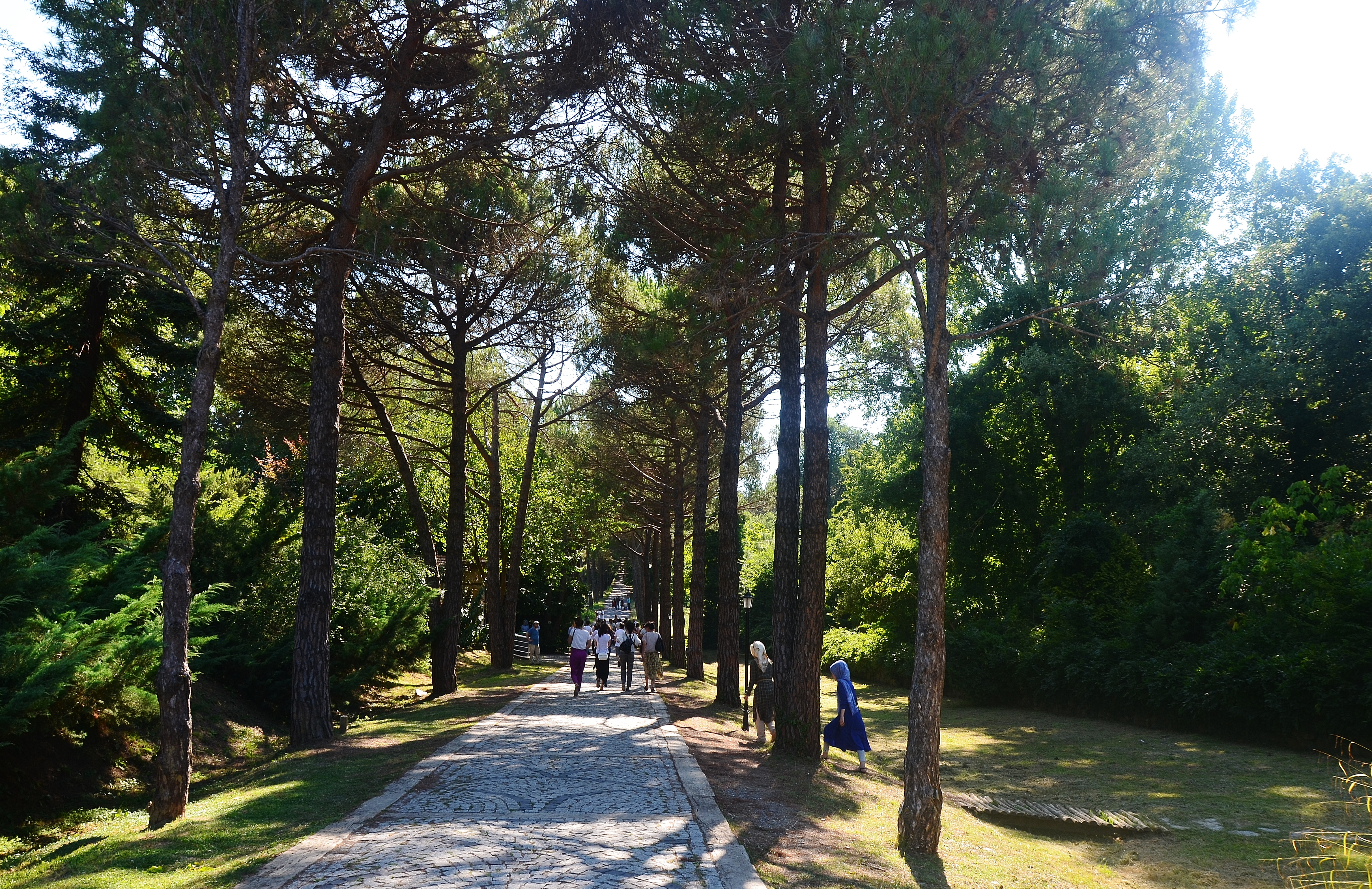
Стежка.
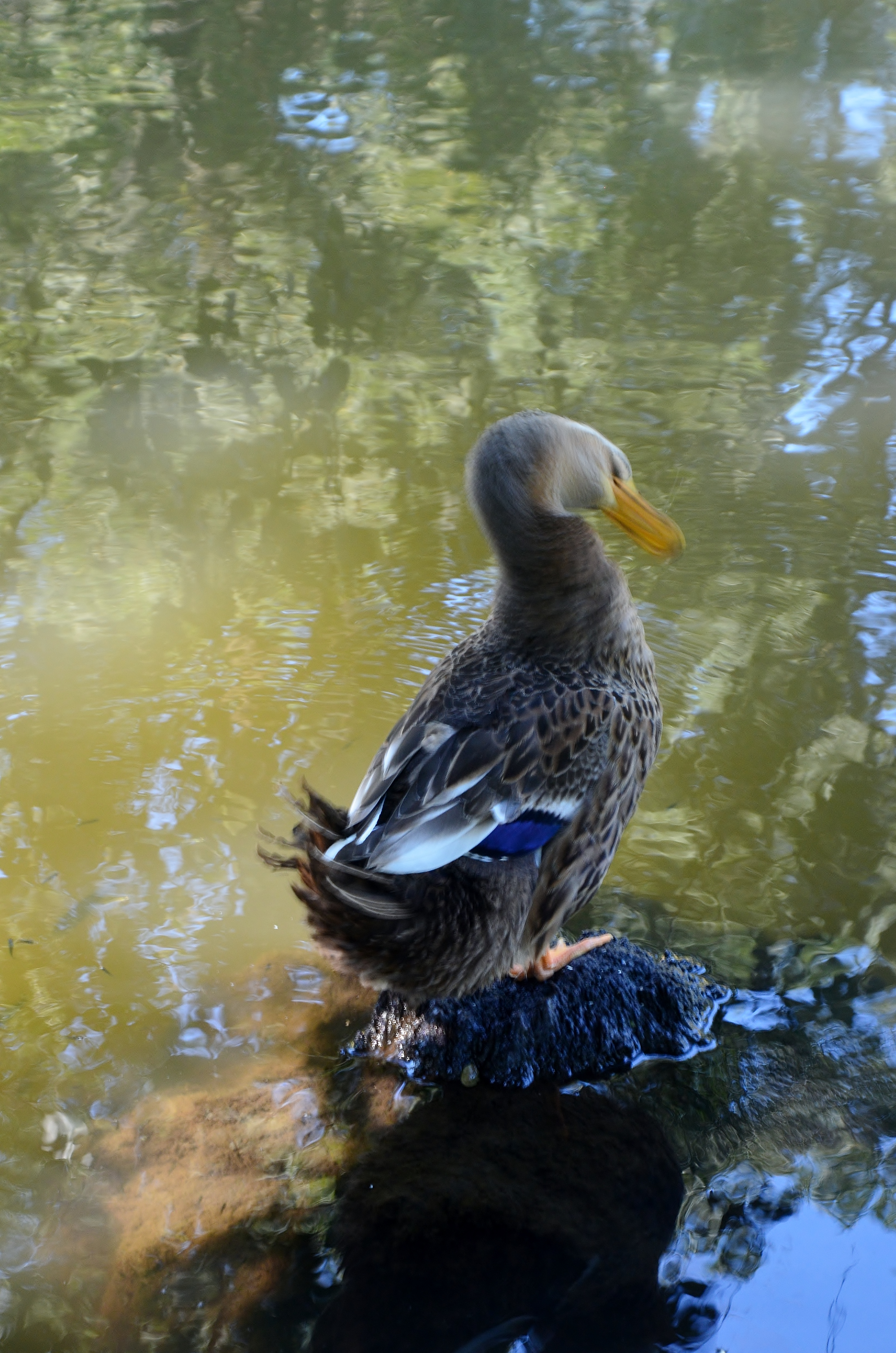
Качка у великому ставку.
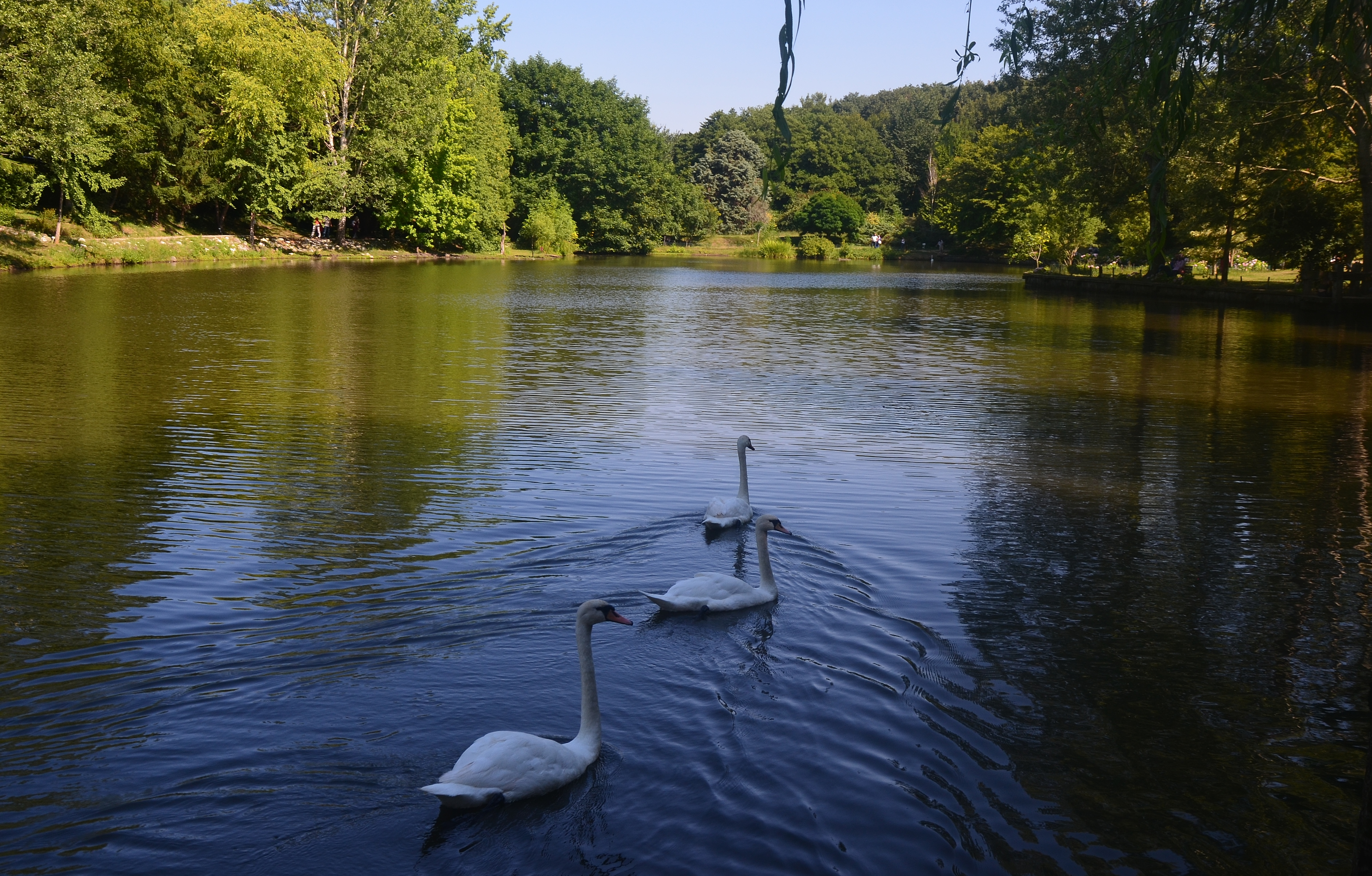
Лебідки у великому ставку.